# Aurora (pigenavn)
 For alternative betydninger, se Aurora. (Se også artikler, som begynder med Aurora)
Aurora er et pigenavn. På latin betyder det morgengry. 
Navnet findes også i varianten Aurore. Det er ikke et ret almindeligt navn i Danmark, hvor blot 130 personer bar en de to varianter i 2017.

## Kendte personer med navnet
- Aurora, norsk sanger.
- Aurore von Haxthausen, svensk forfatter.
- Carin Sigrid Aurora Theresia Rosenkrantz, svensk-dansk lensgrevinde.

## Navnet i fiktion
- Korpigen Aurora, en figur i filmen Skal vi vædde en million? spillet af Marguerite Viby.
- Aurora Gamtofte, en figur i filmen Fem mand og Rosa spillet af Jytte Abildstrøm.
- Aurora Greenway, en figur i filmen Tid til kærtegn spillet af Shirley MacLaine.
- Aurora, titelfigur i en serie børnebøger af Anne-Catharina Vestly.
- Aurora Sinistra, astronomilærer på Hogwarts i J.K. Rowlings romanserie om Harry Potter.